# Aelurillus logunovi
Aelurillus logunovi là một loài nhện trong họ Salticidae.
Loài này thuộc chi Aelurillus. Aelurillus logunovi được Azarkina miêu tả năm 2004.